# RABe 514
Les RABe 514 sont des automotrices duplex des Chemins de fer fédéraux suisses de la famille des Siemens Desiro. Elles sont utilisées sur le réseau du S-Bahn de Zurich.

## Histoire
Elles font partie de la deuxième génération du RER zurichois. Elles circulent sur les lignes suivantes :
S2 - S6 - S8 - S16 (partiellement, il y a une Re 450) - S24.
Elles sont vidéo-surveillées et ont un planché surbaissé.
Toutes les vitres de ces trains portent un film protecteur pour éviter d'éventuelles rayures.

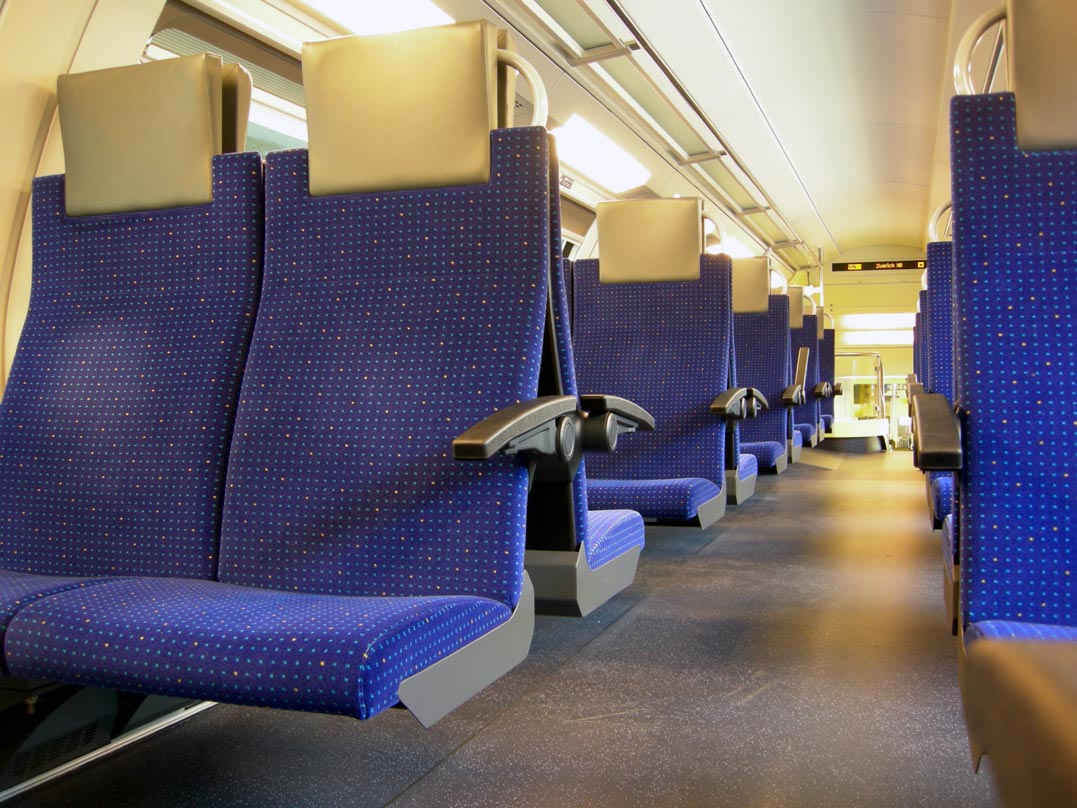
Intérieur d'un RABe 514.
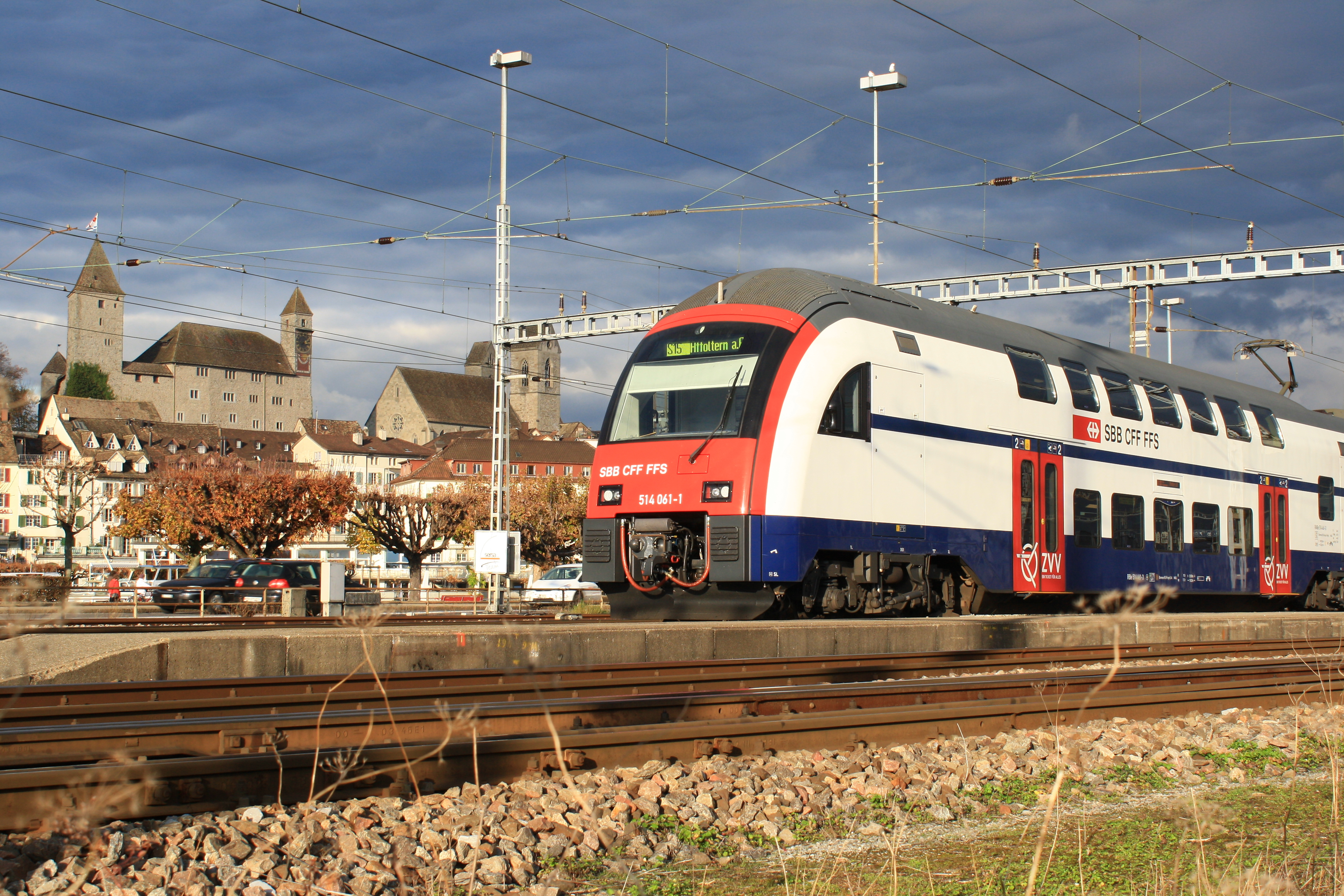
Une composition de la ligne S15 à Rapperswil (Saint-Gall).